# Вультегон
Вультего́н, Вультеґон (фр. Voultegon) — колишній муніципалітет у Франції, у регіоні Нова Аквітанія, департамент Де-Севр. Населення — 558 осіб (2010).
Муніципалітет розташований на відстані близько 310 км на південний захід від Парижа, 80 км на північний захід від Пуатьє, 70 км на північ від Ніора.
1 січня 2013 року муніципалітет Вультегон був об'єднаний з муніципалітетом Сен-Клемантен, утворивши новий муніципалітет Вульмантен.

## Історія
1-1-2013 Вультегон і Сен-Клемантен було об'єднано в новий муніципалітет Вульмантен.

## Демографія
Динаміка населення (INSEE  ):
Розподіл населення за віком та статтю (2006):
| Стать | Всього | До 15 років | 15-24 | 25-44 | 45-64 | 65-85 | Понад 85 |
| --- | ------ | ----------- | ----- | ----- | ----- | ----- | -------- |
| Чоловіки | 232    | 56          | 12    | 88    | 44    | 28    | 4        |
| Жінки | 300    | 60          | 48    | 104   | 40    | 48    | 0        |
| \| Статево-вікова піраміда \| Статево-вікова піраміда \| Статево-вікова піраміда \| \| ----------------------- \| ----------------------- \| ----------------------- \| \| Чоловіки \| Вік \| Жінки \| \| 4 \| 85 + \| 0 \| \| 12 \| 80-84 \| 12 \| \| 4 \| 75-79 \| 12 \| \| 8 \| 70-74 \| 12 \| \| 4 \| 65-69 \| 12 \| \| 8 \| 60-64 \| 4 \| \| 8 \| 55-59 \| 20 \| \| 16 \| 50-54 \| 4 \| \| 12 \| 45-49 \| 12 \| \| 24 \| 40-44 \| 36 \| \| 20 \| 35-39 \| 16 \| \| 24 \| 30-34 \| 24 \| \| 20 \| 25-29 \| 28 \| \| 4 \| 20-24 \| 20 \| \| 8 \| 15-20 \| 28 \| \| 8 \| 10-14 \| 8 \| \| 20 \| 5-9 \| 24 \| \| 28 \| 0-4 \| 28 \| |        |             |       |       |       |       |          |
| Статево-вікова піраміда |        |             |       |       |       |       |          |
| Чоловіки | Вік    | Жінки       |       |       |       |       |          |
| 4 | 85 +   | 0           |       |       |       |       |          |
| 12 | 80-84  | 12          |       |       |       |       |          |
| 4 | 75-79  | 12          |       |       |       |       |          |
| 8 | 70-74  | 12          |       |       |       |       |          |
| 4 | 65-69  | 12          |       |       |       |       |          |
| 8 | 60-64  | 4           |       |       |       |       |          |
| 8 | 55-59  | 20          |       |       |       |       |          |
| 16 | 50-54  | 4           |       |       |       |       |          |
| 12 | 45-49  | 12          |       |       |       |       |          |
| 24 | 40-44  | 36          |       |       |       |       |          |
| 20 | 35-39  | 16          |       |       |       |       |          |
| 24 | 30-34  | 24          |       |       |       |       |          |
| 20 | 25-29  | 28          |       |       |       |       |          |
| 4 | 20-24  | 20          |       |       |       |       |          |
| 8 | 15-20  | 28          |       |       |       |       |          |
| 8 | 10-14  | 8           |       |       |       |       |          |
| 20 | 5-9    | 24          |       |       |       |       |          |
| 28 | 0-4    | 28          |       |       |       |       |          |

## Економіка
2010 року серед 351 особи працездатного віку (15—64 років) 275 були активними, 76 — неактивними (показник активності 78,3%, у 1999 році було 75,9%). З 275 активних мешканців працювало 260 осіб (148 чоловіків та 112 жінок), безробітними було 15 (5 чоловіків та 10 жінок). Серед 76 неактивних 25 осіб було учнями чи студентами, 32 — пенсіонерами, 19 були неактивними з інших причин.

У 2010 році в муніципалітеті числилось 213 оподаткованих домогосподарств, у яких проживали 577,0 особи, медіана доходів виносила 16 307 євро на одного особоспоживача